# Eucalyptus polybractea
Eucalyptus polybractea är en myrtenväxtart som beskrevs av Ralph Baker. Eucalyptus polybractea ingår i släktet Eucalyptus och familjen myrtenväxter. Inga underarter finns listade i Catalogue of Life.

## Bildgalleri

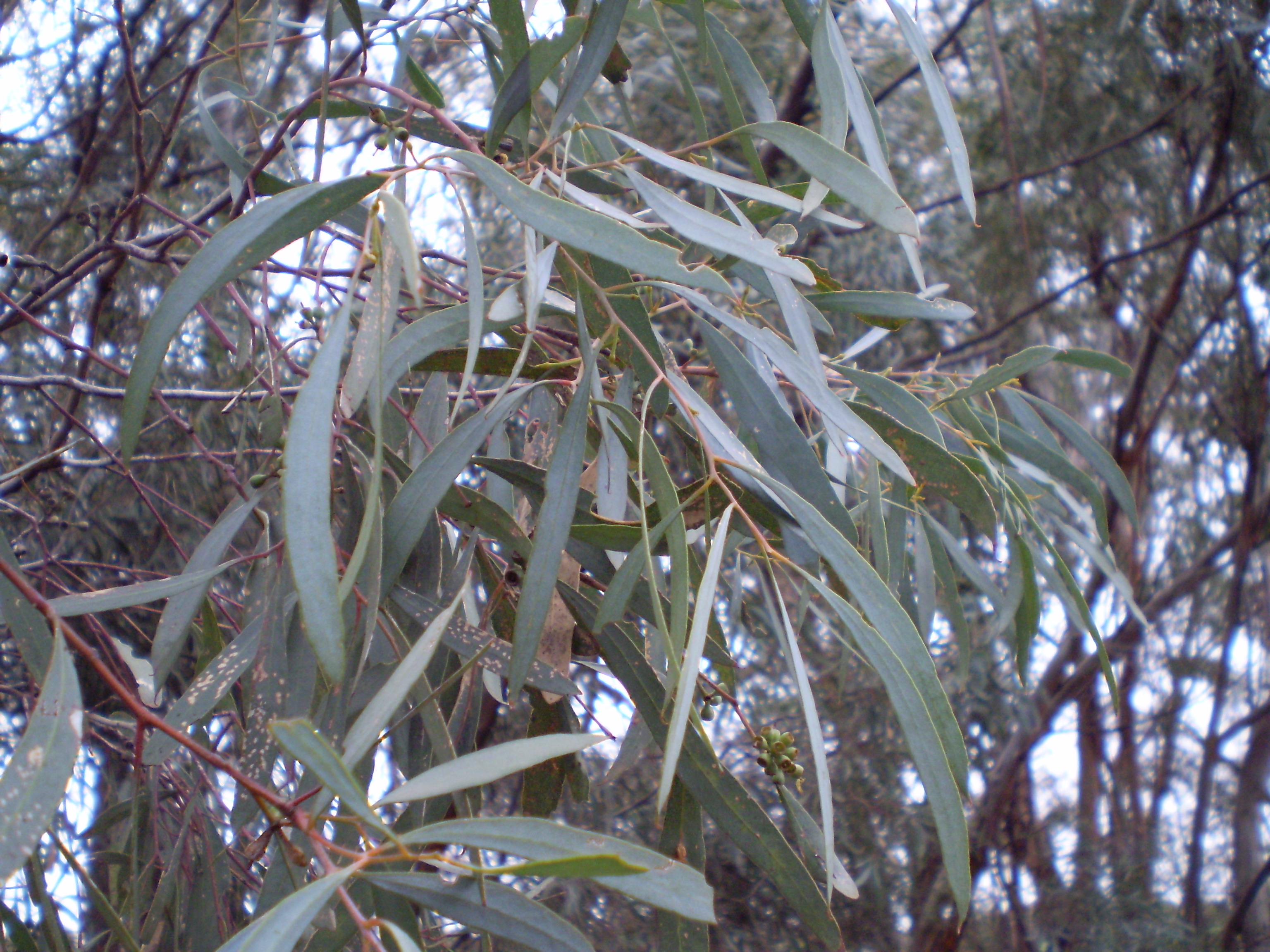